# آلان ثيربانتس
آلان ثيربانتس (17 نوفمبر 1983 بمورون في كوبا - ) هو لاعب كرة قدم كوبي في مركز الوسط. شارك مع منتخب كوبا لكرة القدم. أما مع النوادي، فقد لعب مع FC Ciego de Ávila ‏.

## وصلات خارجية
- آلان ثيربانتس على موقع الاتحاد الدولي (مؤرشف)  (الإنجليزية)
- آلان ثيربانتس على موقع قاعدة بيانات كرة القدم.إي يو (الإنجليزية)
- آلان ثيربانتس على موقع ناشيونال فوتبول تيمز (الإنجليزية)